# Stanley Cup 2006
La finale della Stanley Cup 2006 è stata una serie al meglio delle sette gare che ha determinato il campione della National Hockey League per la stagione 2005-06. Al termine dei playoff i Carolina Hurricanes, campioni della Eastern Conference, si sfidarono contro gli Edmonton Oilers, campioni della Western Conference. Gli Hurricanes nella serie finale di Stanley Cup usufruirono del fattore campo, in virtù del maggior numero di punti ottenuti nella stagione regolare, 112 punti contro i 95 degli Oilers. La serie iniziò il 5 giugno e finì il 19 giugno con la conquista da parte degli Hurricanes della Stanley Cup per 4 a 3.
Per Carolina si trattò della seconda apparizione alle finali di Stanley Cup, dopo la sconfitta nel 2002 da parte dei Detroit Red Wings. Per Edmonton si trattò invece della settima presenza, la prima dopo il quinto titolo conquistato nel 1990. Carolina sconfiggendo Edmonton vinse la prima Stanley Cup della franchigia, diventò la decima formazione a vincere il titolo dalla fine dell'era delle Original Six e la terza squadra proveniente dalla WHA, dopo gli Oilers e i Quebec Nordiques, vittoriosi come Colorado Avalanche. Per la prima volta si affrontarono in finale due formazioni provenienti dalla World Hockey Association, lega che si fuse con la NHL nel 1979. A causa del calendario adottato nella stagione 2005–06 gli Hurricanes e gli Oilers non si incontrarono in regular season. Per la prima volta giunsero alla finale due squadre che non disputarono i playoff durante la stagione precedente e che non riuscirono a qualificarsi neppure nel campionato successivo. Per la prima volta una squadra professionistica con sede in Carolina del Nord si impose in una delle leghe professionistiche nordamericane.
Al termine della serie il portiere canadese Cam Ward fu premiato con il Conn Smythe Trophy, trofeo assegnato al miglior giocatore dei playoff NHL.

## Contendenti

### Carolina Hurricanes
I Carolina Hurricanes conclusero la stagione regolare al secondo posto nella Eastern Conference con 112 punti, conquistando per la tera volta il titolo della Southeast Division. Al primo turno dei playoff superarono i Montreal Canadiens per 4–2, al secondo invece sconfissero i New Jersey Devils per 4–1, ed infine conquistarono l'accesso alla finale della Stanley Cup superando per 4-3 i Buffalo Sabres.

### Edmonton Oilers
Gli Edmonton Oilers riuscirono a qualificarsi ai playoff conquistando l'ottava posizione nella Western Conference. Al primo turno riuscirono a sconfiggere i detentori del Presidents' Trophy, i Detroit Red Wings, per 4–2, mentre nei turni successivi riuscirono ad avere la meglio sui San Jose Sharks per 4–2 e sui Mighty Ducks of Anaheim per 4–1.

## Serie

### Gara 1
| Arbitri: | Paul Devorski Michael McGeough |

|                                                      |           |                                                            |
| Pisani 08:18 Pronger 30:26 Moreau 36:23 Hemský 53:31 | Marcatori | 37:17 59:28 Brind’Amour 41:40 45:09 Whitney 50:02 Williams |

### Gara 2
| Arbitri: | Bill McCreary Brad Watson |

|  |           |                                                                   |
|  | Marcatori | 06:21 Ladd 30:28 Kaberle 39:57 Stillman 42:21 Weight 44:12 Recchi |

### Gara 3
| Arbitri: | Paul Devorski Michael McGeough |

|                   |           |                           |
| Brind’Amour 49:09 | Marcatori | 02:31 Horcoff 57:45 Smyth |

### Gara 4
| Arbitri: | Bill McCreary Brad Watson |

|                             |           |                |
| Stillman 09:09 Recchi 35:56 | Marcatori | 08:40 Samsonov |

### Gara 5
| Arbitri: | Paul Devorski Michael McGeough |

|                                            |           |                                 |
| Pisani 00:16 63:31 Hemský 13:25 Peca 19:42 | Marcatori | 05:54 29:56 Staal 10:16 Whitney |

### Gara 6
| Arbitri: | Bill McCreary Brad Watson |

|  |           |                                                     |
|  | Marcatori | 21:45 Pisani 29:54 Torres 43:04 Smyth 53:05 Horcoff |

### Gara 7
| Arbitri: | Bill McCreary Brad Watson |

|              |           |                                         |
| Pisani 41:03 | Marcatori | 01:26 Ward 24:18 Kaberle 58:59 Williams |

## Roster dei vincitori
| Vincitori della Stanley Cup 2006 Carolina Hurricanes | Portieri: Martin Gerber, Cam Ward Difensori: Glen Wesley (A), Aaron Ward, František Kaberle, Bret Hedican, Niclas Wallin, Mike Commodore, Andrew Hutchinson, Anton Babčuk, Oleg Tverdovskij Attaccanti: Matt Cullen, Justin Williams, Eric Staal, Ray Whitney, Kevyn Adams (A), Andrew Ladd, Rod Brind'Amour (C), Mark Recchi, Erik Cole, Craig Adams, Doug Weight, Chad Larose, Cory Stillman (A), Josef Vašíček Staff Tecnico: Peter Laviolette (Allenatore), Kevin McCarthy (Ass. allenatore), Jeff Daniels (Ass. allenatore) |